# Kon (Maharashtra)
Kon es una  ciudad censal situada en el distrito de Thane en el estado de Maharashtra (India). Su población es de 24295 habitantes (2011). Se encuentra a orillas del río Ulhas, a 22 km de Thane y a 47 km de Bombay, de cuya área metropolitana forma parte.

## Demografía
Según el censo de 2011 la población de Kon era de 24295 habitantes, de los cuales 13083 eran hombres y 11212 eran mujeres. Kon tiene una tasa media de alfabetización del 89,16%, superior a la media estatal del 82,34%: la alfabetización masculina es del 92,71%, y la alfabetización femenina del 85,02%.